# Tai Jia
Tai Jia (chiń. 太甲; pinyin Tài Jiǎ; Wade-Giles T`ai Chia) znany też jako Da Jia albo Zi Zhi – władca Chin z dynastii Shang.  
Według starożytnych źródeł urodził się jako Zi Zhi. Był synem Tai Dinga i najstarszym wnukiem Cheng Tanga, założyciela dynastii Shang. Na tron wstąpił po śmierci swojego wuja Zhong Rena. Został intronizowany w roku 1535 p.n.e. W czasie jego rządów doszło do konfliktu pomiędzy nim, a potężnym ministrem Yi Yinem. Yi Yin był wpływową postacią już za rządów Cheng Tanga. Po śmierci Tanga i za rządów jego synów, którzy przedwcześnie umierali, Yi Yin wzmocnił swoją pozycję. Zi Zhi podjął walkę o władzę, ale został pokonany i zmuszony do pobytu na banicji przez trzy lata w jednym z odległych miast. Ostatecznie przebłagał zwycięskiego ministra, który pozwolił mu wrócić do stolicy. Do końca życia oficjalnie współrządził z ministrem, prawdopodobnie jako jego marionetka. Po śmierci Zi Zhi otrzymał imię Tai Jia (太甲), a jego następcą został jego syn Wo Ding. 
Starożytne kroniki w różny sposób opisują przyczyny i przebieg konfliktu króla z ministrem. Zapiski historyka autorstwa Sima Qiana informują, że król został wygnany przez ministra, gdyż źle traktował swój lud. Minister pozwolił mu wrócić, gdy ten obiecał poprawę.
Kronika bambusowa opowiada zupełnie inną historię, twierdząc, że  Yi Yin kierując się rządzą władzy wygnał króla i przejął tron do czasu, aż Tai Jia potajemnie wrócił do pałacu i zabił Yi Yina.  
Ponieważ dowody archeologiczne wskazują, że Yi Yin żył jeszcze i był czczony przez lud, jeszcze za rządów jego następcy, więc ta druga wersja jest mniej wiarygodna.